# Louise Uwacu
Louise Uwacu là một nhà văn và diễn giả người Canada. Tác giả của "The nightmare of a POSITIVISION*; Yes we are dying, but we are still breathing". Được xuất bản vào mùa xuân năm 2009 bởi AuthorHouse. Cuốn sách này đã được xuất bản 15 năm sau khi cô trốn khỏi Rwanda và trở thành một du khách quốc tế trên hộ chiếu giả. Cô khẳng định rằng thông điệp của cô là dành cho những người trẻ tuổi sẽ nợ tất cả số tiền mà cha mẹ họ đã vay từ Trung Quốc và các ngân hàng khác trên thế giới này. Nói cách riêng của mình: "Đây là câu chuyện về cách tôi đi từ tử cung của mẹ tôi ở Rwanda, trở thành một thiếu niên nổi loạn ở Kenya, đi qua châu Âu và trở thành một người phụ nữ không biết sợ ở Bắc Mỹ. các châu lục khác nhau; tôi sẽ cho bạn phiên bản trần trụi của tôi và tiết lộ khía cạnh ẩn giấu trong các bộ phim truyền hình và giấc mơ của chúng tôi "

## Tiểu sử
Louise Uwacu sinh ra ở Kabgayi, Rwanda, vào tháng 2 năm 1977. Cô trải qua thời thơ ấu và học tiểu học ở Kigali cho đến năm 1988 khi gia đình cô chuyển đến Nairobi, Kenya. Nơi cô tiếp tục học trung học tại trường Pháp, Lycée Denis Diderot. Gia đình cô vừa mới quay trở lại Rwanda, khi không lâu sau chiến tranh, các vụ thảm sát và diệt chủng năm 1994 đã nổ ra. Sau khi trở thành người tị nạn, cô đến Montreal, Quebec, Canada vào năm 1998 và sống ở đó trong 10 năm. Cô hiện đang cư trú tại Vancouver, British Columbia, Canada. Uwacu có bằng Khoa học Chính trị của Đại học Quebec ở Montreal. Đó là tại lễ tốt nghiệp của cô vào năm 2002, một diễn giả đã truyền cảm hứng cho cô "tìm hiểu những gì bạn muốn trở thành trước khi bạn đảm nhận trách nhiệm là người đó".
Cô tổ chức chương trình trò chuyện của riêng mình và tiếp tục viết cho trang web của riêng mình. Cô là một diễn giả tài năng và giải trí bằng ít nhất năm ngôn ngữ. Cô là người đồng sáng lập và giám đốc điều hành của tổ chức phi lợi nhuận Canada POSITIVISION. Cô dự định viết và bán nhiều sách hơn và cuối cùng xây dựng ngày càng nhiều trường học cho châu Phi.
Cô đã sản xuất và tổ chức một bộ phim tài liệu có tựa đề P Posivision ở Mali, kể về hành trình của cô đến các ngôi làng ở Mali vào tháng 1 năm 2008.
Louise Uwacu đã được trích dẫn và giới thiệu trong một số ấn phẩm bao gồm The Guardian, Tạp chí Thành công cho Phụ nữ, The Boston Herald.

## The nightmare of a POSITIVISION
Đây là câu chuyện về một con người bị ám ảnh bởi những cơn ác mộng của chiến tranh, lạm dụng trẻ em, tách khỏi gia đình và nhiều hơn nữa. Tuy nhiên, cô vẫn đang hướng đến một cuộc sống bình yên. Cô hy vọng tìm thấy tự do ở Bắc Mỹ. Cô đến Canada vào năm 1998 với tư cách là một người tị nạn ở tuổi 21 và với 30 đô la trong túi, chỉ để thấy rằng hòa bình còn sót lại có thể trở nên khó khăn hơn và thậm chí còn khó khăn hơn cả chiến tranh. Louise Uwacu muốn thế giới bỏ qua các chính trị gia và những người tham gia cuộc thi sắc đẹp, những người chỉ nói về "hòa bình thế giới" mà không bao giờ theo dõi các hành động thực tế. Cô nhắc nhở độc giả của mình rằng bất chấp tất cả những cơn ác mộng mà bạn có thể phải trải qua để có được cuộc sống mơ ước của bạn; được an ủi trong sự thật vượt thời gian: với TÍCH CỰC, thành công là lựa chọn duy nhất của chúng tôi.

## Ấn phẩm
- The Nightmare of a POSITIVISION: Yes We are Dying. But we are still Breathing, 2009